# Tom Verica
Tom Verica (nascido em 13 de maio de 1964) é um ator e diretor de televisão, conhecido por seu papel de Jack Pryor na série da NBC American Dreams. Como diretor, ele é conhecido pelas séries de Shonda Rhimes. De 2012 a 2018, Verica foi produtor executivo de Scandal, e em 2014 voltou a atuar em How to Get Away with Murder.

## Vida Inicial
Verica nasceu em Filadélfia na Pensilvânia, seus pais eram agentes imobiliários, ele é de descendência italiana por parte de seu pai..

## Filmografia

### Filmes
| Ano  | Título                                | Papel                 | Notas                                      |
| ---- | ------------------------------------- | --------------------- | ------------------------------------------ |
| 1990 | Die Hard 2                            | Kahn                  |                                            |
| 1993 | Eight Hundred Leagues Down the Amazon | Manoel                |                                            |
| 1997 | Fathers' Day                          | Peter                 |                                            |
| 1997 | Loose Women                           | Detetive Laurent      |                                            |
| 1999 | Love American Style                   | Ron                   | Segmento: "Love and the Heimlich Maneuver" |
| 1999 | Making Contact                        |                       |                                            |
| 2002 | Murder by Numbers                     | Asst. D.A. Al Swanson |                                            |
| 2002 | Red Dragon                            | Charles Leeds         |                                            |
| 2006 | Flags of Our Fathers                  | Lieutenant Pennell    |                                            |
| 2007 | Zodiac                                | Jim Dunbar            |                                            |

### Filmes televisivos
| Ano  | Título                                      | Papel            | Notas |
| ---- | ------------------------------------------- | ---------------- | ----- |
| 1993 | Donato and Daughter                         | Bobby Keegan     |       |
| 1994 | The Babymaker: The Dr. Cecil Jacobson Story | Greg Bennett     |       |
| 1994 | Breach of Conduct                           | Lt. Ted Lutz     |       |
| 1995 | Not Our Son                                 | Randy Litchfield |       |
| 1996 | The Assassination File                      | Jack Byrne       |       |
| 1998 | Lost in the Bermuda Triangle                | Brian Foster     |       |
| 2009 | Princess Protection Program                 | Joe Mason        |       |

### Séries de televisão
| Ano       | Título                            | Papel                   | Notas                                                     |
| --------- | --------------------------------- | ----------------------- | --------------------------------------------------------- |
| 1987      | All My Children                   | Duncan                  |                                                           |
| 1989      | Quantum Leap                      | Impala                  | Episódio: "Camikazi Kid - June 6, 1961"                   |
| 1991      | L.A. Law                          | Billy Castroverti       | 9 episódios                                               |
| 1992      | Home Improvement                  | Charlie                 | Episódio: "Luck Be a Taylor Tonight"                      |
| 1992      | Picket Fences                     | Brian Ronick            | Episódio: "The Snake Lady"                                |
| 1993      | South Beach                       | Brooke Wyatt            | Episódio: "Stake Out"                                     |
| 1993      | Moon Over Miami                   | Jake                    | Episódio: "Black River Bride"                             |
| 1993      | Seinfeld                          | Doutor                  | Episódio: "The Conversion"                                |
| 1995      | NYPD Blue                         | Dr. Paul Druzinski      | Episódio: "Travels with Andy"                             |
| 1995      | Matlock                           | Craig Browning          | Episódio: "The Scam"                                      |
| 1995–1996 | Central Park West                 | Mark Merrill            | 18 episódios                                              |
| 1996      | The Big Easy                      | Tyrell                  | Episódio: "Hotshots"                                      |
| 1997      | Gun                               | The Quick Talking Agent | Episódio: "The Shot"                                      |
| 1997–1998 | The Naked Truth                   | Jake Sullivan           | 22 episódios                                              |
| 1997      | Almost Perfect                    | Steven Ecstacy          | Episódio: "This Is What Happens When You Don't Watch PBS" |
| 1998      | From the Earth to the Moon        | Dick Gordon             | 3 episódios                                               |
| 1999–2002 | Will & Grace                      | Danny                   | 2 episódios                                               |
| 1999      | Providence                        | Kyle Moran              | 13 episódios                                              |
| 2001      | Frasier                           | Jim                     | Episódio: "A Day in May"                                  |
| 2001      | Citizen Baines                    | Andy Carlson            | 4 episódios                                               |
| 2001–2004 | State of Grace                    | Tommy Austin            | 6 episódios                                               |
| 2002      | Crossing Jordan                   | Mitch Weyland           | Episódio: "Blood Relatives"                               |
| 2002      | Baby Bob                          | Jake                    | Episódio: "The Tell-Tale Art"                             |
| 2002      | Touched by an Angel               | Brian                   | Episódio: "The Bells of St. Peters"                       |
| 2002–2005 | American Dreams                   | Jack Pryor              | 61 episódios                                              |
| 2005      | The Bad Girl's Guide              | Keith                   | Episódio: "The Guide to in and Out"                       |
| 2005      | The 4400                          | Dr. Max Hudson          | 3 episódios                                               |
| 2006      | Law & Order: Special Victims Unit | Jake Hunter             | Episódio: "Blast"                                         |
| 2006      | House, M.D.                       | Martin                  | Episódio: "Skin Deep"                                     |
| 2006      | Boston Legal                      | A.U.S.A. Carl Newell    | Episódio: "Trick or Treat"                                |
| 2006–2007 | The Nine                          | Ed Nielson              | 10 episódios                                              |
| 2008      | Grey's Anatomy                    | Michael Norris          | Episódio: "Rise Up"                                       |
| 2009      | Lie to Me                         | Paul Aronson            | Episódio: "Love Always"                                   |
| 2009      | Medium                            | Detetive Aaron Carver   | Episódio: "The Future's So Bright"                        |
| 2010      | The Closer                        | Det. Steve Hayward      | Episódio: "Jump the Gun"                                  |
| 2014–2020 | How to Get Away with Murder       | Sam Keating             | 23 episódios                                              |
| 2017      | Dropping the Soap                 | Mitch Gatlin            | Episódio: "Spontaneous Coma"                              |

### Diretor
| Ano       | Título               | Notas                                                 |
| --------- | -------------------- | ----------------------------------------------------- |
| 2004      | American Dreams      | 2 episódios                                           |
| 2007–2008 | Boston Legal         | 2 episódios                                           |
| 2007      | What About Brian     | Episódio: "What About Strange Bedfellows...?"         |
| 2007–2011 | Grey's Anatomy       | 9 episódios                                           |
| 2007      | Six Degrees          | Episódio: "Objects in the Mirror"                     |
| 2008      | Men in Trees         | Episódio: "Read Between the Minds"                    |
| 2008–2012 | Private Practice     | 7 episódios                                           |
| 2008      | The Cleaner          | Episódio: "Rebecca"                                   |
| 2008      | My Own Worst Enemy   | Episódio: #1.10                                       |
| 2009      | Ugly Betty           | 2 episódios                                           |
| 2009      | The Beast            | Episódio: "Mercy"                                     |
| 2009      | Dirty Sexy Money     | Episódio: "The Facts"                                 |
| 2009      | Army Wives           | Episódio: "As Time Goes By"                           |
| 2009      | Eastwick             | Episódio: "Red Ants and Black Widows"                 |
| 2010      | The Deep End         | Episódio: "White Lies, Black Ties"                    |
| 2010      | No Ordinary Family   | Episódio: "No Ordinary Family"                        |
| 2011–2012 | The Mentalist        | 3 episódios                                           |
| 2011–2012 | Harry's Law          | 2 episódios                                           |
| 2012      | Body of Proof        | Episódio: "Going Viral, Part 2"                       |
| 2012–2018 | Scandal              | 16 episódios; produtor executivo                      |
| 2017      | Still Star-Crossed   | Episódio: "Hell is Empty and All the Devils Are Here" |
| 2018–2019 | For the People       | 6 episódios; produtor executivo                       |
| 2020      | Station 19           | Episódio: "No Days Off                                |
| 2020      | The Umbrella Academy | 2 episódios                                           |
| 2020      | Bridgerton           | 2 episódios                                           |
| 2021      | Inventing Anna       | 2 episódios                                           |